# Auneuil
Auneuil es una comuna nueva francesa situada en el departamento de Oise, de la región de Alta Francia.

## Historia
Fue creada el 1 de enero de 2017, en aplicación de una resolución del prefecto de Oise de 30 de diciembre de 2016 con la unión de las comunas de Auneuil y Troussures, pasando a estar el ayuntamiento en la antigua comuna de Auneuil.

## Demografía
| Gráfica de evolución demográfica de Auneuil entre 1836 y 2013 |
|                                                               |

Los datos entre 1800 y 2013 son el resultado de sumar los parciales de las dos comunas que forman la nueva comuna de Auneuil, cuyos datos se han cogido de 1800 a 1999, para las comunas de Auneuil y Troussures de la página francesa EHESS/Cassini. Los demás datos se han cogido de la página del INSEE.

## Composición
| Comuna delegada | Código INSEE | Población (2014) | Superficie (km²) | Densidad (hab./km²) |
| --------------- | ------------ | ---------------- | ---------------- | ------------------- |
| Auneuil         | 60029        | 2808             | 22.15            | 127                 |
| Troussures      | 60649        | 184              | 5.18             | 36                  |